# Camino a la Mina
Camino a la Mina är en ort i kommunen Juchitepec i delstaten Mexiko i Mexiko. Camino a la Mina hade 169 invånare vid folkräkningen år 2020.